# 疏花婆婆纳
疏花婆婆纳（学名：Veronica laxa）为車前草科婆婆纳属下的一个种。

## 扩展阅读
- 維基物種上的相關：疏花婆婆纳